# Schwarzenbruch (natuurgebied)
Schwarzenbruch is een natuurgebied en bevindt zich in de landkreis Birkenfeld in Rijnland-Palts.
Het gebied, dat ongeveer 110 hectare groot is en in 1987 onder natuurbescherming is geplaatst, strekt zich uit ten noorden van Hüttgeswasen, een woongebied in de gemeente Allenbach. De B 422 loopt langs de noordelijke rand van het gebied en de B 269 langs de westelijke rand. Door het gebied stroomt de Idarbach. Het doel van de bescherming is het behoud van het elzen-berkenmoeras met zijn moerasgebieden en natte weilanden, in het bijzonder als leefgebied voor bedreigde plantensoorten en plantengemeenschappen.